# Nagakute
Nagakute (Japans: 長久手市, Nagakute-shi) is een Japanse stad in de prefectuur Aichi. In 2014 telde de stad 56.297 inwoners. De wereldtentoonstelling Expo 2005 werd gehouden in Nagakute.

## Geschiedenis
Op 4 januari 2012 kreeg Nagakute het statuut van stad (shi).

## Partnersteden
- Waterloo, België sinds 1992

Steden:
Aisai · Ama · Anjo · Chiryu · Chita · Gamagori · Handa · Hekinan · Ichinomiya · Inazawa · Inuyama · Iwakura · Kariya · Kasugai · Kitanagoya · Kiyosu · Komaki · Konan · Miyoshi · Nagakute · Nagoya (hoofdstad) · Nishio · Nisshin · Okazaki · Obu · Owariasahi · Seto · Shinshiro · Tahara · Takahama · Tokoname · Tokai · Toyoake · Toyohashi · Toyokawa · Toyota · Tsushima · Yatomi

Districten:
Aichi · Ama · Chita · Kitashitara · Nishikasugai · Niwa · Nukata
Gemeenten per district